# Мунтахаб ат-Таварих
«Мунтахаб ат-Таварих» (перс. منتخب التواریخ‎ — «Извлечение из летописей») — исторический труд об Индии, главным образом, времени Империи Великих Моголов.
Книга на персидском языке об истории правителей Индии от Газневидов до правления Акбара I Великого.
Автор книги — Абд ал-Кадир Бадауни, который был одним из известных поэтов и писателей своей эпохи.

## Состав
Книга состоит из трёх томов.
Первый том начинается от Газневидов и продолжается до Великих Моголов.
Во втором томе описано правление Акбара I Великого.
Третий том представляет собой сборник кратких биографий учёных и поэтов того же периода, что и автор.